# Reprezentacja Jamajki w piłce wodnej kobiet
Reprezentacja Jamajki w piłce wodnej kobiet – zespół, biorący udział w imieniu Jamajki w meczach i sportowych imprezach międzynarodowych w piłce wodnej, powoływany przez selekcjonera, w którym mogą występować wyłącznie zawodnicy posiadający jamajskie obywatelstwo. Za jej funkcjonowanie odpowiedzialny jest Jamajski Związek Pływacki (ASAJ), który jest członkiem Międzynarodowej Federacji Pływackiej.

## Historia
Reprezentacja Jamajki rozegrała swój pierwszy oficjalny mecz po zakończeniu II wojny światowej.

## Udział w turniejach międzynarodowych

### Igrzyska olimpijskie
Reprezentacja Jamajki żadnego razu nie występowała na Igrzyskach Olimpijskich.

### Mistrzostwa świata
Dotychczas reprezentacji Jamajki żadnego razu nie udało się awansować do finałów MŚ.

### Puchar świata
Jamajka żadnego razu nie uczestniczyła w finałach Pucharu świata.

### Igrzyska panamerykańskie
Jamajskiej drużynie żadnego razu nie udało się zakwalifikować na Igrzyska panamerykańskie.